# Yangbajain
| Tibetische Bezeichnung                        |
| --------------------------------------------- |
| Tibetische Schrift: ཡངས་པ་ཅན།                 |
| Wylie-Transliteration: yangs pa can           |
| Aussprache in IPA: [jaŋpatɕɛ̃]                 |
| Offizielle Transkription der VRCh: Yangbajain |
| THDL-Transkription: Yangpachen                |
| Andere Schreibweisen: Yangpachän, Yangpacen   |
| Chinesische Bezeichnung                       |
| Traditionell: 羊八井鎮                        |
| Vereinfacht: 羊八井镇                         |
| Pinyin:Yángbājǐng Zhèn                        |

Yangbajain ist eine Großgemeinde im Kreis Damxung der Stadt Lhasa im Autonomen Gebiet Tibet der Volksrepublik China.
Yangbajain liegt am Fuße des Gebirgszugs Nyainqêntanglha, 87 Kilometer nordwestlich vom Stadtgebiet von Lhasa in 4300 Metern Höhe. Die Fläche beträgt 1.273 Quadratkilometer und die Einwohnerzahl 5.017 (Stand: Zensus 2020).
Im Ort befindet sich ein geothermisches Kraftwerk und das Yangpachen-Kloster.